# Mister Big (personnage)
Pour les articles homonymes, voir Mr. Big.
Mister Big est un personnage de la série littéraire et cinématographique James Bond. Il apparaît dans le deuxième roman de Ian Fleming, Vivre et laisser mourir et dans le film Vivre et laisser mourir sous les noms de Monsieur Grosbonnet et Docteur Kananga.

## Biographie de fiction

### RomanVivre et laisser mourir
Le personnage est décrit ainsi au début du chapitre III du roman (traduction selon la parution chez Plon, mars 1965, par Françoise Thirion) :
« M. Big avait quarante-cinq ans, était né à Haïti, était à demi noir et à demi français. En raison des initiales de son curieux prénom, Buonaparte Ignace Gallia, à cause de son poids énorme et de sa corpulence, très jeune on l'avait surnommé Big Boy et Big, tout court. Plus tard, il était devenu le « Big man » ou « monsieur Big » et on ne trouvait plus ses noms de baptême que sur un registre paroissial d'Haïti et dans le dossier du FBI. il n'avait pas de vices connus, à part les femmes dont il faisait grande consommation. Il ne buvait ni ne fumait et son talon d'Achille était une maladie de cœur chronique qui, depuis quelques années avait plombé son teint, lui donnant un aspect grisâtre. M. Big avait été initié au culte vaudou encore tout enfant, ensuite il avait gagné sa vie comme chauffeur de camion à Port-au-Prince, puis il avait émigré en Amérique et travaillé avec succès dans une équipe de bootleggers, cela pour le compte du gang de Legs Diamond. Après l'ère de la Prohibition, il s'était installé à Harlem, avait acheté la moitié des parts d'un petit night-club et un réseau de call-girls de couleur. Son associé avait été retrouvé dans un tonneau de ciment, au fond de la rivière de Harlem en 1938 et M. Big était devenu automatiquement l'unique propriétaire de l'affaire. Il fut mobilisé en 1943 et son excellente connaissance du français attira l'attention du Bureau des Services Stratégiques, le Service Secret américain du temps de guerre. Par ses soins il fut entraîné très soigneusement et envoyé à Marseille en tant qu'agent secret, contre les collaborateurs pétainistes. Il ne trancha pas au milieu des dockers noirs, travailla remarquablement, obtenant pour la marine des renseignements précieux. Il opérait en étroite collaboration avec un espion russe qui faisait le même travail pour les Soviets. À la fin de la guerre, il fut démobilisé en France (et décoré à la fois par les Français et les Américains) puis il disparut pendant cinq ans, vraisemblablement à Moscou. Il rentra à Harlem en 1950 et fut bientôt repéré par le FBI comme un agent russe probable. Mais jamais on ne put en faire la preuve et il ne tomba dans aucun des pièges tendus par le FBI. Il acheta trois boîtes de nuit à Harlem et une chaîne prospère de maisons closes pour Noirs. Il semblait disposer de fonds illimités et payait tous ses lieutenants au tarif invariable et coquet de vingt mille dollars par an. En conséquence, ayant éliminé dans le sang ceux qui le gênaient, il était obéi avec rigueur et efficacité. Il était connu pour avoir été à l'origine de la création à Harlem d'un temple souterrain vaudou, qui était devenu une filiale du culte principal d'Haïti. On s'était mis à murmurer qu'il était le zombie ou même le corps vivant de Baron Samedi lui-même, le redoutable Prince des Ténèbres. Il accrédita si bien l'histoire qu'elle était maintenant acceptée par toute la couche la moins évoluée du monde noir. En conséquence, il inspirait une peur réelle encore renforcée par la mort soudaine et souvent mystérieuse de toute personne qui lui déplaisait ou qui désobéissait à ses ordres. Bond avait interrogé scrupuleusement Dexter et Leiter quant aux preuves de l'appartenance de l'immense Noir au SMERSH. Elle ne faisait aucun doute. »
Selon M, Mister Big est l'un des criminels les plus dangereux au monde.
Quand le roman commence, James Bond se voit confier pour mission de l'arrêter. L'agent du MI6 y voit une occasion d'infliger une nouvelle perte au SMERSH, son ennemi juré, après la mort du Chiffre dans Espions, faites vos jeux (Casino Royale). Il apprend que Mister Big se cache au large de la Jamaïque, où il a découvert le trésor du pirate gallois Sir Henry Morgan, qu'il écoule pour financer les opérations du SMERSH. Pour le neutraliser, James Bond reçoit de nouveau le soutien de son ami de la CIA Felix Leiter. Mais les hommes de Mister Big livreron ce dernier aux requins de leur entrepôt aquatique, où Leiter perdra une jambe et un bras.
James Bond, qui compte bien se venger, détruit finalement les pièces d'or du trésor, place une mine sur le yacht de Mister Big, qui explose. Lui et ses hommes tombent à l'eau et meurent dévorés par les requins et barracudas des eaux environnantes.
Tout au long de l'œuvre, les hommes de Mister Big le prendront pour un zombie contrôlé par le Baron Samedi, dieu vaudou de la mort et des ténèbres, en se basant sur son caractère maléfique et sa peau grisâtre, résultant d'une pathologie cardiaque.

### FilmVivre et laisser mourir
Le docteur Kananga est le dictateur de l'île fictive de San Monique, dans les Caraïbes. Il fait tuer plusieurs agents secrets britanniques et américains, notamment au siège des Nations unies. James Bond, chargé avec Felix Leiter d'enquêter sur ces meurtres, ne va pas tarder à faire connaissance avec les hommes de main de Kananga, alias le truand américain Monsieur Grosbonnet, chef d'un puissant cartel de la drogue. Parmi eux se trouvent Tee-Hee, à la main droite métallique à la suite de la morsure d'un caïman nommé Albert, et Solitaire, une jeune et séduisante voyante, qui devient la petite amie de James Bond. Furieux de cette trahison de la part de sa voyante, qui dévoilait jusqu'alors les intentions de Bond, Kananga les retient prisonniers et les jette aux requins de son entrepôt aquatique. Mais Bond parvient à les délivrer tous deux et à tuer Kananga en lui faisant avaler une balle anti-requins, ce qui le gonfle et le fait exploser. Son champ de pavot, quant à lui, est brûlé par Quarrel, complice de Bond.
Kananga est ici interprété par l'acteur Yaphet Kotto, et il utilise un spectacle vaudou mettant en scène le Baron Samedi dans l'hôtel de Bond pour éloigner les curieux de ses activités clandestines. Il possède des complices, tous noirs, absolument partout, aussi bien aux États-Unis que sur San Monique.

## Œuvres où le personnage apparaît

### Roman
- 1954 : Vivre et laisser mourir

### Film
- 1973 : Vivre et laisser mourir